# Cobalt tetracarbonyl hydride
Cobalt tetracarbonyl hydride là một hợp chất cơ kim có công thức HCo(CO)4. Đây là chất lỏng màu vàng, dễ bay hơi, tạo thành hơi không màu và có mùi khó chịu. Hợp chất này dễ dàng bị phân hủy khi nóng chảy và khi không có áp suất riêng phần CO cao sẽ tạo thành Co2(CO)8. Bất chấp những thách thức vận hành liên quan đến việc xử lý, hợp chất này đã nhận được sự chú ý đáng kể về khả năng hoạt động như một chất xúc tác trong quá trình hydroformyl hóa. Về mặt này, HCo(CO)4và các dẫn xuất liên quan đã nhận được sự quan tâm đáng kể trong học thuật vì khả năng làm trung gian cho nhiều loại phản ứng carbonyl hóa (đưa CO vào các hợp chất vô cơ).

## Cấu trúc và tính chất
HCo(CO)4 sử dụng cấu trúc lưỡng tầng tam giác với các phối tử CO ở xích đạo hơi cong ra khỏi mặt phẳng xích đạo. Phối tử hydride chiếm một trong các vị trí trục, do đó đối xứng của phân tử là C3v. Khoảng cách liên kết Co-CO và Co-H được xác định bằng nhiễu xạ điện tử pha khí lần lượt là 1,764 và 1,556 Å. Giả sử sự hiện diện của một ion hydride chính thức, trạng thái oxy hóa của cobalt trong hợp chất này là +1.
Nhưng không giống như một số phức hydride kim loại chuyển tiếp khác, HCo(CO)4 có tính acid cao, với pKa là 8,5. Nó dễ dàng bị thay thế bởi phosphine bậc ba và các bazơ Lewis khác. Ví dụ, triphenylphosphine cho HCO(CO)3PPH3 và HCO(CO)2(PPH3)2. Các dẫn xuất này bền hơn HCo(CO)4 và được sử dụng trong công nghiệp để cải thiện tính chọn lọc của chất xúc tác trong quá trình hydroformyl hóa. Các dẫn xuất này thường ít acid hơn HCo(CO)4.

## Chuẩn bị
Cobalt tetracarbonyl hydride được Walter Hieber mô tả lần đầu tiên vào đầu những năm 1930. Đây là hydride kim loại chuyển tiếp thứ hai được phát hiện, sau H2Fe(CO)4. Nó được điều chế bằng cách khử Co2(CO)8 với hỗn hống natri hoặc một chất khử tương tự, sau đó là acid hóa.
Co2(CO)8 + 2Na → 2NaCo(CO)4
NaCo(CO)4 + H+ → HCo(CO)4 + Na+
Vì HCo(CO)4 phân hủy rất dễ dàng, nó thường được tạo ra tại chỗ bằng cách hydro hóa Co2(CO)8.
Co2(CO) 8 + H2 ⇌ 2HCo(CO)4
Các thông số nhiệt động lực học của phản ứng cân bằng được xác định bằng quang phổ hồng ngoại là ΔH = 4,054 kcal mol−1, ΔS = −3,067 cal mol−1 K−1.

## Ứng dụng

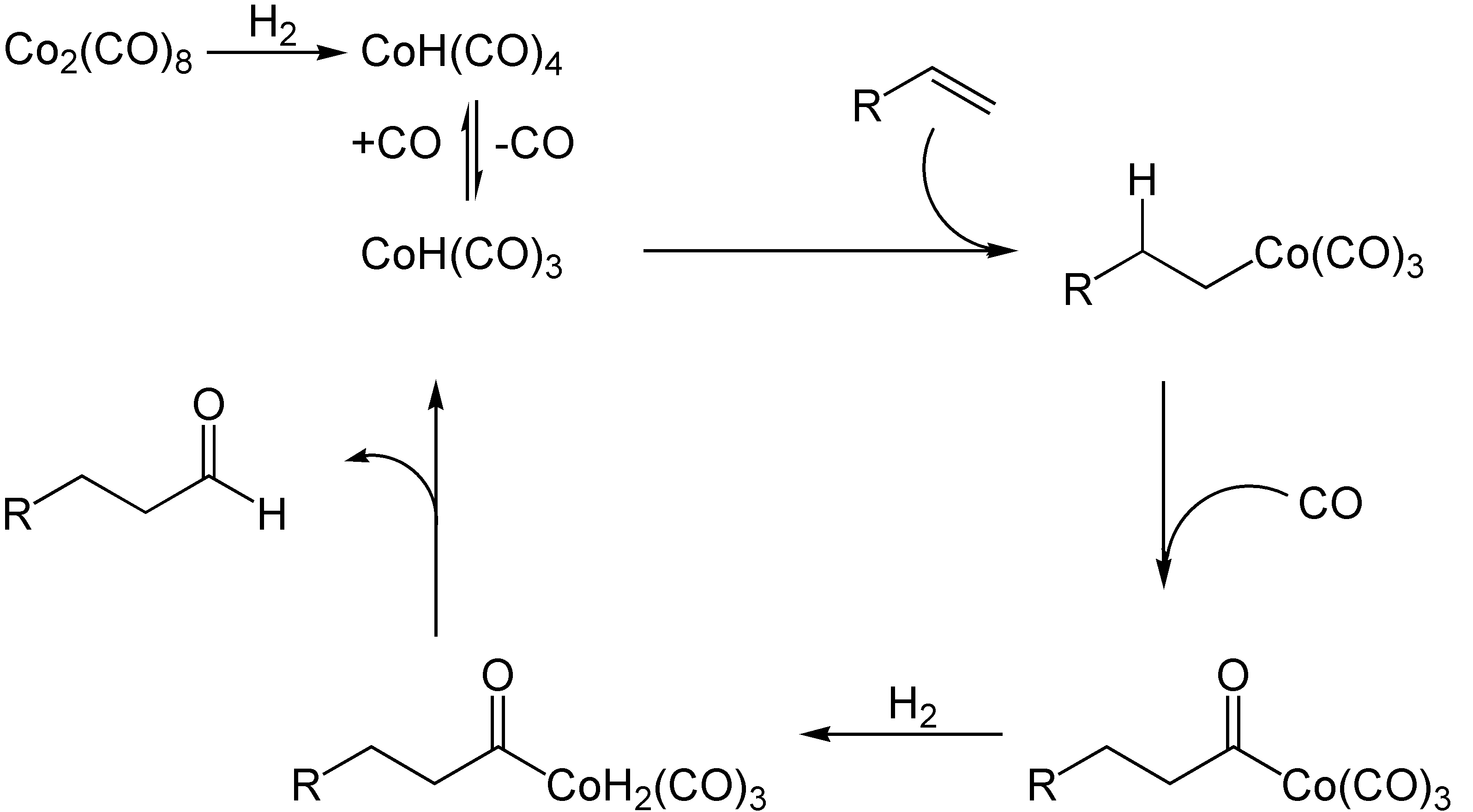
Cơ chế phản ứng hydroformyl hóa.

Cobalt tetracarbonyl hydride là hydride kim loại chuyển tiếp đầu tiên được sử dụng trong công nghiệp. Vào năm 1953, bằng chứng đã được tiết lộ rằng nó là chất xúc tác tích cực để chuyển đổi alkene, CO và H2 thành aldehyde, một quá trình được gọi là hydroformyl hóa (phản ứng oxo). Mặc dù việc sử dụng hydroformyl hóa dựa trên cobalt đã được thay thế phần lớn bằng xúc tác dựa trên rhodi, nhưng sản lượng aldehyde C3–C18 trên thế giới được sản xuất bằng xúc tác cobalt tetracarbonyl hydride là khoảng 100.000 tấn/năm, chiếm khoảng 2% tổng sản lượng.

### Liên quan đến bài viết
- Carbonyl
- Sắt tetracarbonyl hydride
- Carbon monoxide
- Liên kết ba
- Cobalt